# Jimmy Wang Yu
Jimmy Wang Yu (xinès: 王羽)  (Shanghai, 28 de març de 1943 - Taipei, 5 d'abril de 2022) (王羽 | cantonés: Wong Yu | mandarí: Wáng Yǔ) va ser un actor, director i productor xinès.

## Biografia
Educat a Xangai, Wang Yu es va traslladar a Hong Kong el 1960, on va adquirir fama com a pilot automobilístic, genet i nedador. El 1963 va entrar a l'estudi Shaw Bros., on va interpretar petits papers fins que la seva aparició en Temple of the Red Lotus va atreure l'atenció del prestigiós director Chang Cheh, que li va oferir intervenir en diverses de les seves pel·lícules, especialment One Armed Swordsman, el seu primer paper protagonista, que el va llançar a la fama el 1967. El 1969 va contreure matrimoni amb la també estrella cinematogràfica Jeanette Lin Tsui. El 1970 va dirigir la seva primera pel·lícula, The Chinese Boxer, un vehicle al seu servei que va entrar en la Història del Cinema com la primera pel·lícula d'arts marcials sense armes. Però poc després Wang va abandonar Shaw Bros. sense complir els seus contractes amb l'estudi i es va veure embolicat en una sèrie de litigis amb la companyia que el van obligar a instal·lar-se a Taiwan, des d'on va continuar produint pel·lícules. Golden Harvest va distribuir el seu primer èxit fora de Shaw Bros., El lluitador manxol, el 1971, així com el seu primer vehicle internacional, El drac vola alt, el 1975. A mitjan dècada dels 90 es va retirar del cinema.

## Filmografia

### Actor
|  | - Twin Sword (1964) - Tiger Boy (1964) - Temple of the Red Lotus (1965) - The Twin Swords (1965) - Magnificent Trio (1966) - Tiger Boy (1966) - The Assassin (1967) - Trail of the Broken Blade (1967) - Asia-Pol (1967) - Sword and the Lute (1967) - One-Armed Swordsman (1967) - The Sword of Swords (1968) - The Golden Swallow (1968) - One-Armed Swordsman Return (1969) - My Son (1970) - The Chinese Boxer (1970) - One Armed Boxer (1971) - The Desperate Chase (1971) - The Professional Killer (1971) - Morale and Evil (1971) - Invincible Sword (1971) - Zatoichi 22: Meets the One Armed Swordsman (1971) - Magnificent Chivalry (1971) - The Invincible (1972) - Furious Slaughter (1972) - The Last Duel (1972) - Chow Ken (1972) - The Adventure (1972) - Shogun Saints (1972) - Royal Fist (1972) - Black Friday (1973) - A Man Called Tiger (1973) - Queen of Fist (1973) - Knight Errant (1973) - Seaman No. 7 (1973) - Beach of the War Gods (1973) - The Two Cavaliers (1973) - King of Boxers (1973) - Ten Fingers of Steel (1973) | - Boxers of Loyalty and Righteousness (1973) - The Tattooed Dragon (1973) - My Father, My Husband, My Són (1974) - The Iron Man (1974) - The Hero (1974) - Four Real Friends (1974) - A Cookbook of Birth Control (1975) - The Man from Hong Kong (1975) - The Gallant (1975) - Return of the Chinese Boxer (1975) - Great Hunter (1975) - A Queen's Ransom (1976) - One Armed Swordsman Against Nine Killers (1976) - One Armed Swordsmen (1976) - Killer Meteors (1976) - Rage of the Masters (1976) - Master of the Flying Guillotine (1976) - Tiger and Crane Fist (1976) - The Criminal (1977) - Brotherly Love (1977) - One Arm Chivalry Fights Against One Arm Chivalry (1977) - Lantern Street (1977) - Deadly Silver Spear (1977) - Blood of the Dragon (1978) - Point of the Finger of Death (1978) - Big Leap Forward (1978) - Ma Su Chen (1979) - Fantasy Mission Force (1979) - The Battle of Guningtou (1979) - Revenge of Kung Fu Mao (1982) - Fantasy Mission Force (1983 amb Jackie Chan) - Shanghai (1984) - Millionaires' Express (1986) - Island of Fire (1990) - Once Upon a Time in China (1991) - Shogun & Little Kitchen (1992) - Requital (1992) - Beheaded 1000 (1993) - Cinema of Vengeance (1995) |  |

### Productor
- Boxers of Loyalty and Righteousness (1973)
- The Return of the One Armed Swordsman (1969)
- Island of Fire (1990)
- Beheaded 1000 (1993)
- Stand Behind the Yellow Line (1997)
- Eighteen Springs (1997)

### Director
- The Chinese Boxer (1970)
- The One-Armed Boxer (1971)
- Boxers of Loyalty and Righteousness (1973)
- Four Real Friends (1974)
- The Man from Hong Kong (1975) (Australian Brian Trenchard-Smith was principal director w/Wang Yu doing some 2nd unit work)
- Tiger and Crane Fist (1976)
- Master of the Flying Guillotine (1976)
- One Armed Swordsmen (1976)

### Director d'acció
- Boxers of Loyalty and Righteousness (1973)

### Guionista
- The Chinese Boxer (1970)
- The One-Armed Boxer (1971)
- Beach of the War Gods (1973)
- Master of the Flying Guillotini (1976)